# Alchemilla demisa
Alchemilla demisa é uma espécie de rosácea do gênero Alchemilla, pertencente à família Rosaceae.